# Инской (Киикский сельсовет)
Инской — посёлок в Тогучинском районе Новосибирской области. Входит в состав Киикского сельсовета.

## География
Площадь посёлка — 74 гектаров.

## Население
| 2002 | 2007 | 2010 |
| ---- | ---- | ---- |
| 152  | ↘134 | ↘105 |

## Инфраструктура
В посёлке по данным на 2007 год отсутствует социальная инфраструктура.